# Maximale afmetingen en massa van vrachtauto's in de EU
De maximale afmetingen en massa van vrachtauto's zijn bepaald in de Europese richtlijnen 85/3/EEG en 96/53/EG. Dat gaat over lengte, hoogte, breedte en gewicht in beladen toestand. Worden een of meer van deze grenzen overschreden, dan spreekt men van uitzonderlijk vervoer en daarvoor is een bijzondere vergunning vereist.
Een richtlijn betekent dat de lidstaten deze nog moeten omzetten in nationale wetgeving. Doordat de richtlijn bepaalde marges toelaat, zijn deze normen in de hele Europese Unie vergelijkbaar maar niet helemaal dezelfde.   

## Maximale afmetingen
Vrachtauto's zijn maximaal 4 meter hoog en 2,55 meter breed. Koelwagens met een wanddikte van ten minste 4,5 cm mogen maximaal 2,60 meter breed zijn. 
Zonder aanhanger mag een vrachtauto maximaal 12 meter lang zijn; ook een aanhangwagen mag niet langer dan 12 meter zijn. Dat betekent niet dat dit voor een sleep of combinatie mag samengeteld worden. Daarvoor gelden de volgende normen: 
- motorwagen en een aanhanger: < 18,75 meter

- de beide laadruimten samen: < 15,65 meter
- voorkant eerste laadruimte - achterkant tweede laadruimte: < 16,40 meter
- achteras trekkend voertuig - vooras aanhangwagen: > (minstens) 3 meter
- trekker met oplegger: < 16,50 meter

- de oplegger zelf: < 13,60 meter
- voorzijde oplegger - koppelpen: < 2,04 meter
- koppelpen - achterzijde oplegger: < 12 meter
Enkele 'lokale' uitzonderingen
(nationale afwijkingen voor binnenlands vervoer)
- Nederland: meervoudig samenstel voor kermis- of circusvervoer: < 24,00 meter
- Benelux: 45' containers: totale lengte: < 17,30 meter
- Nederland: LZV: < 25,25 meter
- Vlaanderen: LZV: < 25,25 meter
- Nederland: zelfrijdend werktuig (kraanwagen, betonpomp): < 22,00 meter
- Zweden en Finland: < 25,25 meter
- Hongarije en Roemenië: < 18,35 meter
De bestreken baan of de draaicirkel is beperkt tot een ring gevormd door een buitencirkel met straal 12,50 meter en een binnencirkel met straal 5,30 meter.
Sommige landen staan toe dat bepaalde ladingen vooraan of achteraan uitsteken, andere niet. 

## Maximale massa
Het GVW of MTM (maximaal toegelaten massa) is de optelsom van het gewicht van: voertuig + inzittenden + laadvermogen (maximale lading). Hiervoor is er een maximum van 40 ton (40.000 kg) maar dat wordt verder beperkt volgens het aantal assen en de afstand tussen de assen. 
auto met 2 assen: < 18.000 kg
auto met 3 assen: < 26.000 kg
auto met 4 assen: < 32.000 kg
aanhangwagen met 2 assen: < 18.000 kg
aanhangwagen met 3 of meer assen: < 24.000 kg
Het maximum per as afzonderlijk gemeten is voor een aangedreven as 11.500 kg, voor een dragende as 10.000 kg, voor zogenaamde tandem- of tridemassen nog iets minder.    
De algemene beperking tot 40 ton wordt verhoogd naar 44 ton voor 40-voet ISO-containers binnen een straal van 150 km van de terminal. 
Enkele 'lokale' uitzonderingen
(nationale afwijkingen voor binnenlands vervoer)
Het algemeen totaal is maximum 44 ton (i.p.v. 40 ton) in onder andere de Benelux, Denemarken, Finland, Tsjechië of Frankrijk, dat laatste land enkel voor vervoer van en naar de havens.
Afzonderlijke totalen zijn vaak iets hoger in de Benelux, Frankrijk, Italië, Oostenrijk, Portugal, Slovenië. Soms zijn zij iets lager in Hongarije, Ierland, Letland, Slovenië.